# Holmamiral

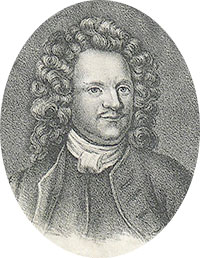
Holmamiral Hans Clerck

Holmamiral var under 1600-talet benämning på den amiral som förde befälet över Skeppsholmen eller Amiralitetsholmen, d. v. s. det som senare blev Stockholms örlogsstation. Även om den svenska flottan år 1680 i huvudsak förlades till Karlskrona, behölls titeln i Stockholm långt in på 1700-talet. Vid Karlskrona station fanns i stället en vice holmamiral, som var chef för skeppsbyggeriet, smedjorna och repslageriet.

## Holmamiraler
- 1606–1609 – Henrik Tönnesson
- 1611–1615 – Nils Claesson (Bielkenstierna)
- 1615–1619 – Hans Claesson (Bielkenstierna)
- 1619–1625 – Johan (Jakob) Clerck
- 1631–1644 – Johan (Hans) Clerck
- 1645-1653  – Herman Fleming
- 1653–1654 – Henrik Siöhielm
- 1655–1668 – Richard Clerck
- 1668–1679 – Hans Williamsson Clerck